# Bożena Olszewska
Bożena Aniela Olszewska (zm. 21 grudnia 2023) – polonistka, prof. dr hab., wykładowczyni Uniwersytetu Opolskiego.
Doktorat obroniła w 1994 roku na Uniwersytecie Wrocławskim na podstawie pracy Literatura na łamach „Płomyczka” (1945–1980) (promotorem był Mieczysław Inglot). Habilitowała się na Uniwersytecie Opolskim na podstawie pracy I w sto koni nie dogoni... O życiu i sztuce pisarskiej Janiny Porazińskiej.
Jej specjalnością naukową była literatura dla dzieci i młodzieży, dydaktyka literatury i języka polskiego oraz historia literatury.
Opublikowała monografie o życiu i twórczości Janiny Porazińskiej. Przez wiele lat była jurorką Olimpiady Literatury i Języka Polskiego w okręgu opolskim.